# قلعه یهن
بقایای قلعه یهن مربوط به دوره تیموری تا دوره صفویه است و در شهرستان بیرجند، بخش مرکزی، دهستان القورات، روستای یهن واقع شده و این اثر در تاریخ ۸ بهمن ۱۳۸۵ با شمارهٔ ثبت ۱۷۰۵۹ به عنوان یکی از آثار ملی ایران به ثبت رسیده است.